# Colli Asolani
I colli Asolani sono un gruppo di colline comprese nella provincia di Treviso.

## Geografia fisica e geologia
La catena si sviluppa da nordest a sudovest a partire dalla riva destra del Piave sino al torrente Musone e coinvolge in tutto cinque comuni (Cornuda, Maser e Asolo sul versante sud, Monfumo e Castelcucco sul versante nord). Difficile, comunque, definirne i confini, in quanto i colli Asolani sono in continuità con altri rilievi più modesti, in particolare a nord e a ovest (zone tra Onigo e Crespano del Grappa e tra Pagnano e Romano d'Ezzelino).
Si presenta come una serie di dossi e creste, alternati a piccole valli. Sempre a partire da nordest, le cime principali sono il monte Sulder (473 m s.l.m.), il monte Forcella (455 m), il monte Collalto (496 m, l'altitudine massima), il monte Calmoreggio (487 m), il colle Argenta (429 m), la Montagna Grande (403 m), il poggio San Martino (379 m). Il principale valico che mette in comunicazione i due versanti è la forcella Mostaccin, localizzata grossomodo a metà della catena. Al confine nord-est si trova il Monte Fagarè (357 m) e l'omonimo Bosco del Fagarè.
Dal punto di vista orogenetico, i colli asolani si sono originati tra i 65 e i 5 milioni di anni fa come depositi marini emersi in seguito a movimenti tettonici. Di qui la composizione rocciosa, rappresentata da arenarie e calcari.

## Ambiente

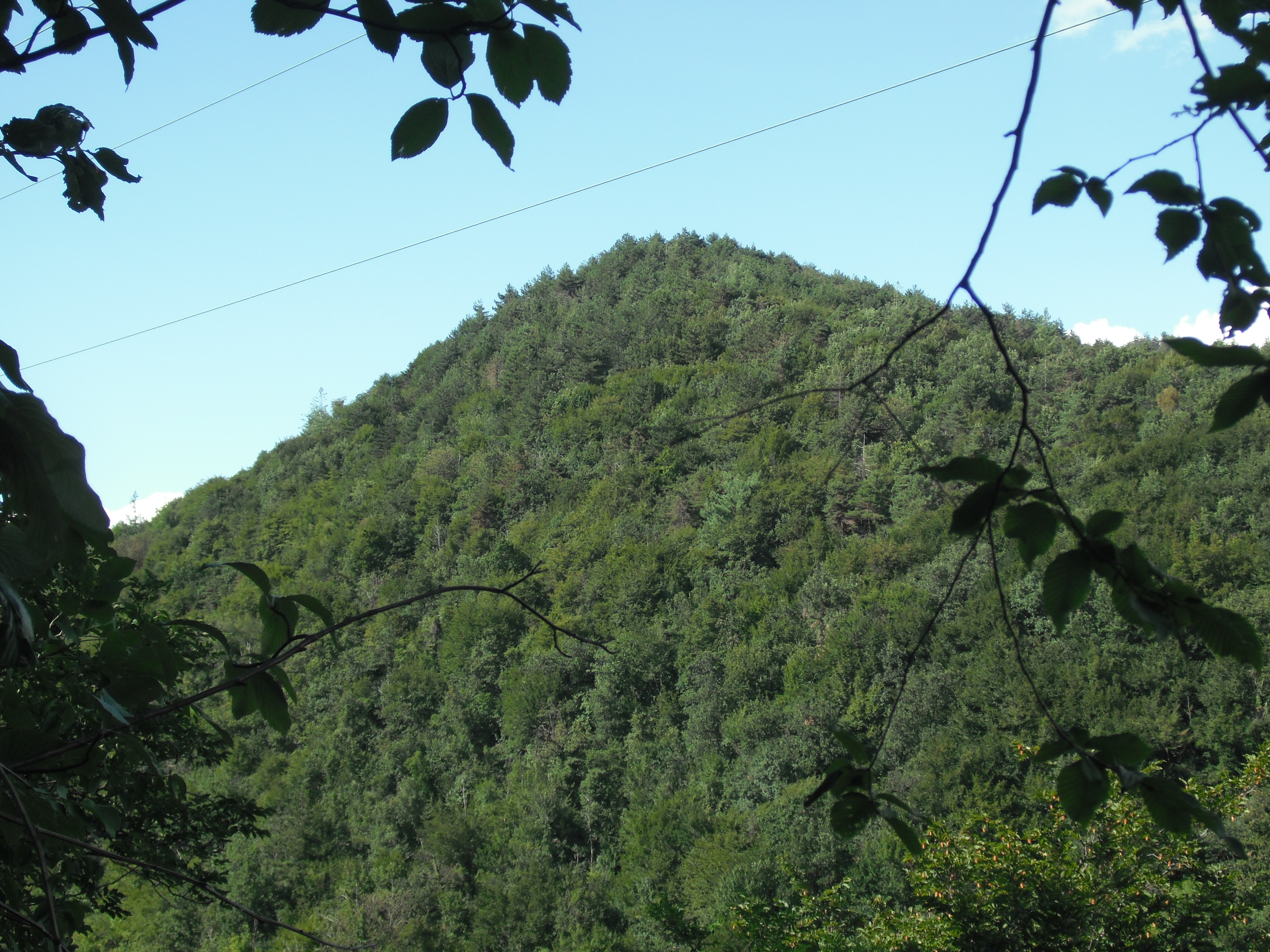
Il Collalto, principale cima della catena.

I colli Asolani sono considerati un sito di interesse comunitario (codice IT3240002).
Dal punto di vista ecologico, rappresentano un'area fondamentale in quanto punto di transizione tra l'alta pianura Veneta e le prealpi Bellunesi. Per questo motivo, si osserva una notevole asimmetria ecologica, con cenosi di tipo arido-mediterranee a sud e cenosi di tipo fresco-umide di impronta montana a nord.
L'habitat più ricorrente è la foresta di caducifoglie, che ricopre il 60% del territorio. Il resto è costituito da praterie migliorate (15%), colture cerealicole estensive (10%), arboreti (5%), altri terreni agricoli (5%), altro (5%). Lo stato di valutazione globale degli ambienti naturali è considerata buona, sebbene esistano dei fattori di rischio legati perlopiù all'intervento umano (urbanizzazione, antropizzazione, coltivazioni, incendi).